# Bootsgasse

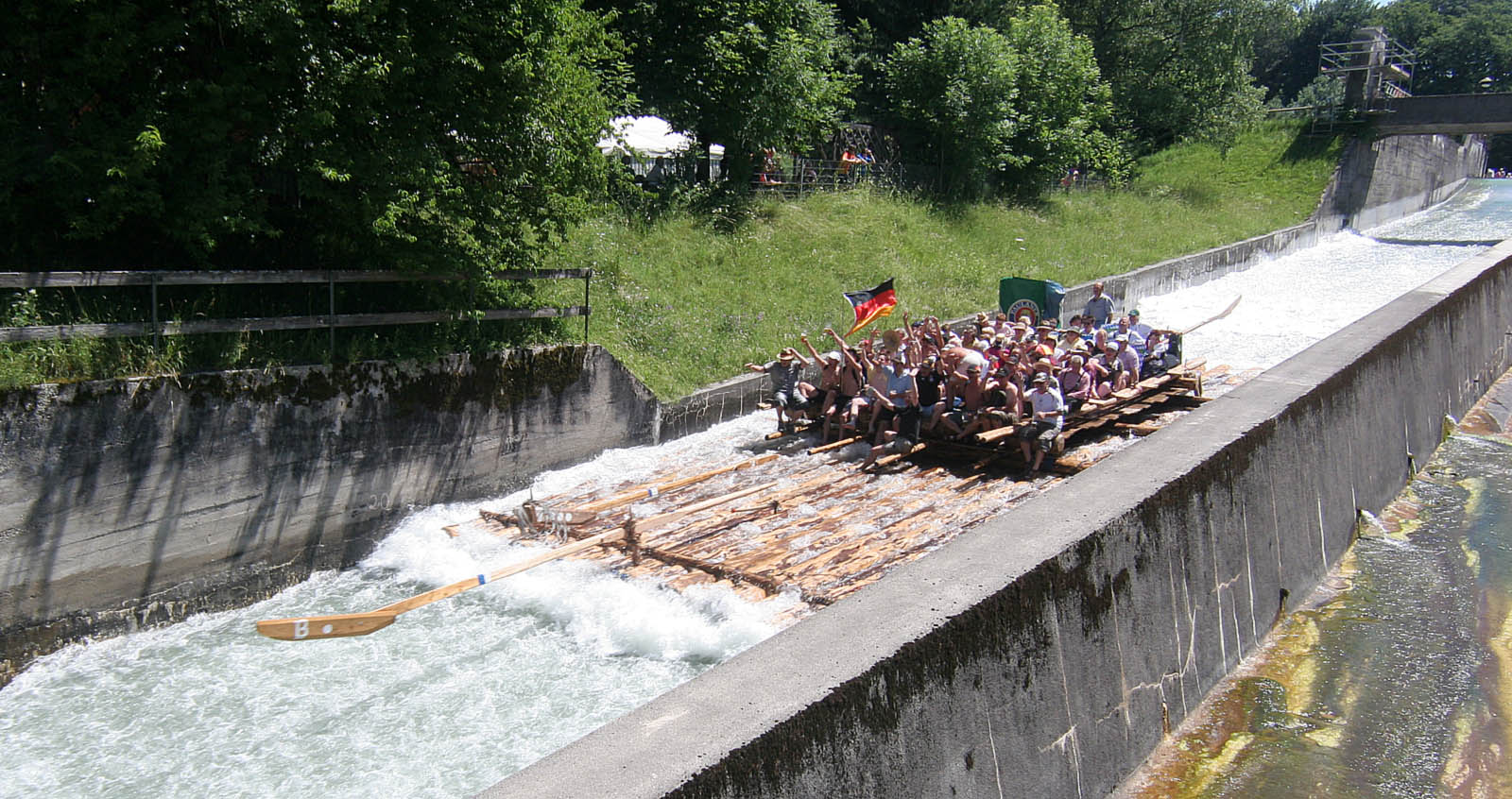
Europas größte Floßrutsche bei Straßlach-Dingharting mit einer Länge von 365 Metern

Eine Bootsgasse bzw. Floßgasse ist ein Abstiegsbauwerk an einer Fallstufe (meist an der Staustufe eines Flusses) für Boote, Kanus oder Flöße. In einer Schussrinne mit Wasserströmung können die Boote den Niveau-Unterschied zwischen Ober- und Unterwasser einer Staustufe überwinden, ohne eine Schleusenanlage oder ein Schiffshebewerk benutzen zu müssen.
Umgangssprachlich werden diese Passagen auch Bootsrutsche bzw. Floßrutsche genannt, da die Wasserfahrzeuge, wie auf einer Rutschbahn auf dem schnell strömenden Wasser gleitend, herunterrutschen. Dadurch können Sportbootfahrer das Umtragen ihrer Boote an einem Querbauwerk vermeiden. Eine Passage flussaufwärts ist durch Treideln möglich, wenn eine gesonderte Signalisierung hilft, Kollisionen zu vermeiden, und Wege und Laufstege neben der Bootsgasse vorhanden sind.

## Bauliche Gestaltung
Die Gasse ist baulich so gestaltet, dass das Wasserfahrzeug unter Zuhilfenahme einer möglichst geringen Menge Wasser noch fahrtauglich bleibt. Erreicht wird dies vor allem durch eine Kanalisierung des Wasserweges durch Auskleiden mit Beton und eine Anpassung des Gassenquerschnittes an den Querschnitt der Wasserfahrzeuge (Breite und Tiefgang). Zumeist besitzen die Bootsgassen eine Breite bis 2,50 Meter.

Strömungen zum Lenken der Boote in einer Bootsgasse

Damit die Wasserfahrzeuge beim Durchfahren der Bootsgasse nicht mit den Wänden kollidieren, wird in den meisten für Kanus oder Ruderboote gebauten Bootsgassen eine spezielle Strömung in Richtung Mitte der Bootsgasse erzeugt. Dazu werden am Boden der Bootsgasse Lamellen angebracht (Stahlgerüst oder im Beton eingearbeitet), die von der Mitte aus in Fließrichtung nach außen zeigen. Dadurch wird das in Richtung Unterwasser vorbeischießende Wasser am Boden in Richtung der Wände gedrückt, steigt an den Wänden auf und fließt an der Oberfläche von beiden Seiten auf die Mitte zu. Dadurch wird eine oft an der Wasseroberfläche sichtbare Rinne in der Mitte der Gasse erzeugt, diese und die doppelte Kreisströmung halten das Boot automatisch in der Mitte der Gasse.
Befindet sich eine Bootsgasse an einer Staustufe mit Wasserkraftwerk, kann die Wasserzufuhr in die Gasse über Schieber oder andere absperrende Einrichtungen zu- und abgeschaltet werden.
Dadurch ist der durchschnittliche Wasserabfluss über die Gasse geringer, was eine höhere Leistung des Kraftwerkes ermöglicht. Die Einfahrt in die Gasse ist hierbei durch eine Lichtzeichenanlage geregelt und erst nach Zuschaltung der „Wasserspülung“ gestattet.